# Tau (Volk)
Die  Tau (andere Bezeichnungen: Tao, Dau, Dao, Dawu, chinesisch 達悟族 / 达悟族, Pinyin Dáwùzú, W.-G. Tawu-tsu) sind eines der austronesischen indigenen Völker Taiwans. Der ebenfalls verbreitete Name Yami (雅美族,  Yǎměizú,  Yamei-tsu) wurde während der Zeit der japanischen Kolonialregierung geprägt und ist bis heute der amtliche Name des Stammes. Die Tau sind der einzige taiwanische Ureinwohnerstamm, der auf einer der Hauptinsel Taiwan vorgelagerten Inselgruppe Lan Yu (dt. "Orchideen-Insel") lebt. Auf der südöstlich von Taiwan gelegenen Insel Lan Yu gab es im Juli 2024 4950 Tau.

## Geschichte
Die Tau lebten weitgehend unabhängig und fern von fremden kulturellen Einflüssen, bis zur Etablierung der japanischen Kolonialregierung auf Taiwan und den Nachbarinseln. Sie leisteten keinen Widerstand gegen die japanische Kolonialisierung. Die Japaner führten ethnologische und anthropologische Untersuchungen auf den Inseln durch. Einer der Forscher war der japanische Anthropologe Torii Ryūzō; er war es auch, der die Bezeichnung „Yami“ prägte.
Die Tau lebten hauptsächlich von der Fischerei, dem Anbau von Süßkartoffeln und der Zucht von Hängebauchschweinen.

### Herkunft
Woher die Tau kamen und zu welcher Zeit sie Lan Yu besiedelten, ist noch umstritten. Kulturell und sprachlich werden sie zu den Austronesiern gerechnet. Sie könnten ursprünglich von der Insel Batan im Norden der Philippinen stammen. Eine Legende über die Herkunft besagt, dass ein riesiger Tsunami die Insel heimsuchte und die meisten Insulaner getötet wurden. Die wenigen damaligen Überlebenden seien die Vorfahren der Tau.
Einer anderen Legende nach fragte ein Gott seine zwei Enkel, ob sie auf der schönen Orchideeninsel Lan Yu leben wollten. Als sie zugestimmt hatten, nahm der Gott einen Stein und ein Stück Bambus, in die er je einen seiner Enkel tat. Danach versetzte er sie vom Himmel auf die Insel. Diese zwei Enkel werden von den Tau als ihre Vorfahren angesehen. Deswegen haben sie einen besonders großen Respekt vor Steinen und Bambus.
Bis heute behielten die Yami drei Tabus, die zum Teil in der Herkunftslegende begründet sind:
- erstens dürfen enge Verwandte nicht heiraten, weil die Möglichkeit einer Geburt verunstalteter Kinder steigt;
- zweitens darf man Steine in den Bergen nicht anfassen;
- drittens darf man keinen Bambus in den Bergen schlagen.

## Glaube und Feste
Die Tau glauben, dass alle Dinge in der Welt Seelen haben (Pantheismus) und auch Regen, Wind, Blitz oder Pflanzen und Tiere sich in Menschen verwandeln können. Deswegen haben sie großen Respekt vor der Natur.
Der Gott der Tau heißt Tauduto (Bedeutung: Mensch im Himmel). Sie glauben, dass jemand, der Böses tut, von Tauduto bestraft werden wird. Der 1. Oktober oder November jedes Jahres ist der Tag, an dem die Tau ihrer Vorfahren gedenken und sich bei ihrem Gott für die gute Ernte bedanken. Gleichzeitig beten sie auch zu ihm, um im kommenden Jahr Frieden und eine gute Ernte zu erhalten.
Überregional bekannt sind die Tau für ihre handgeschnitzten Boote (Tatara), die traditionell zum Fischfang benutzt wurden. Die Zeremonien, bei denen neue Boote von einer Gruppe Männer spektakulär in die Luft geschleudert werden, bevor sie zu Wasser gelassen werden,  sind heute eine touristische Attraktion, ebenso wie die Feste der Fliegenden Fische.

## Heutige Situation
Die Tau sind in sechs Klans auf der Insel verteilt: die Imourud (chin. 紅頭 Hongtou), die Iratai (漁人 Yuren), die Yayu (椰油 Yeyou), die Iraralai (郎島 Langdao), die Irarumilk (東清 Dongqing) und die Ivarinu (野銀 Yeyin). Jeder Klan hat seine Charakteristik, die Irarumilk sind beispielsweise der größte Klan des Stammes, und der Klan Ivarinu hat die meisten traditionellen Gebäude, die aus Stein gebaut wurden. In der Gemeinschaft des Stammes sind die Häuser miteinander verbunden. Deshalb haben sie auch enge Kontakte untereinander.
Seit den 1960er Jahren wurde der Analphabetismus der Tau von der taiwanischen Regierung ausgenutzt, indem die Tau dazu bewegt wurden, Land zur Deponierung großer Mengen radioaktiver Abfälle auf Lan Yu abzutreten.
Nur noch wenige Einheimische gehen der Fischerei nach. Die ursprünglichen Bräuche werden heute überwiegend für Touristen inszeniert, die die Buchten als Badestrände nutzen. Neben dem Analphabetismus ist der Alkoholismus zunehmend zu einem Problem geworden.

## Bilder

Kultur der Tau (Yami)
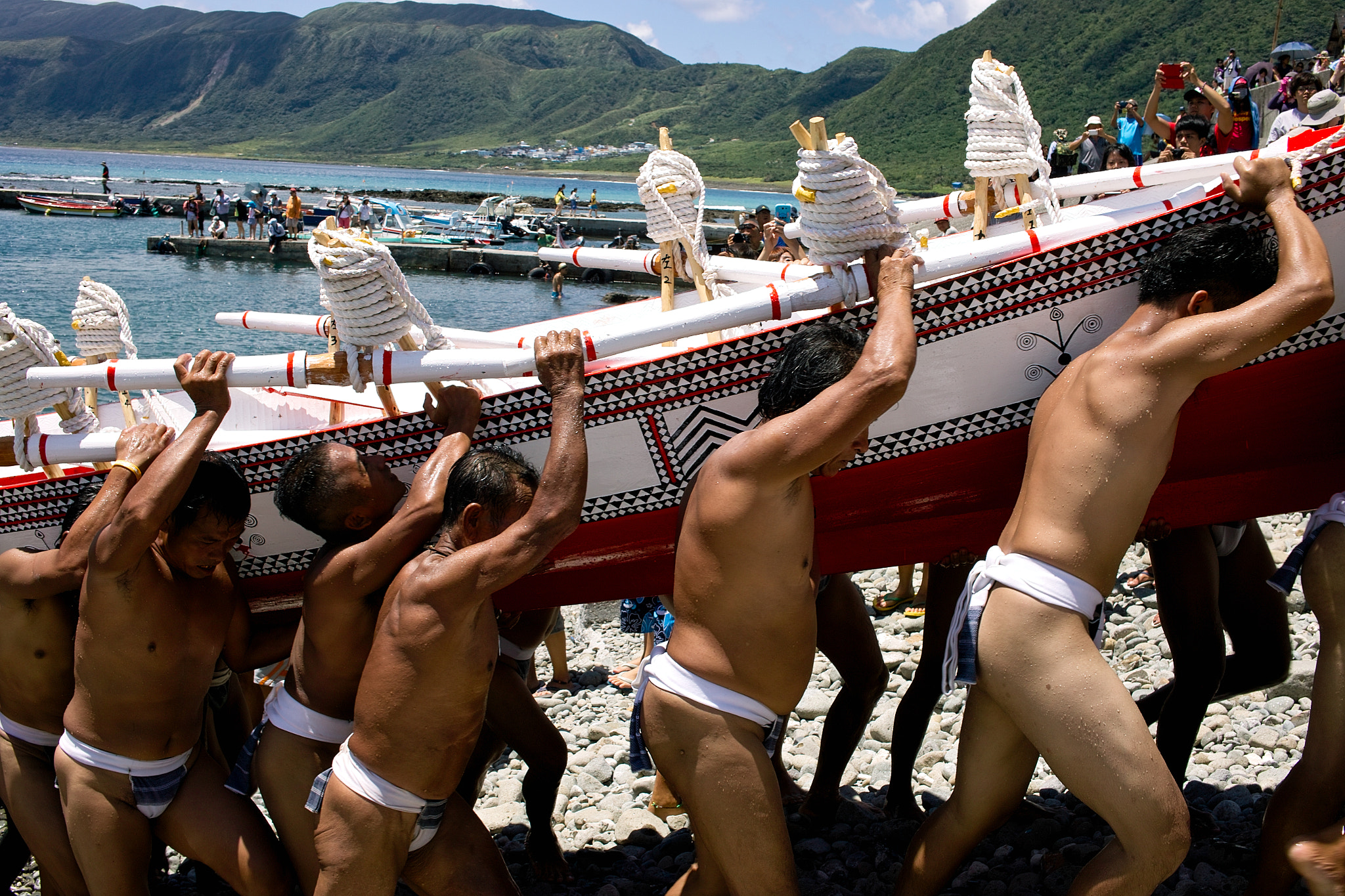
Tau beim Boottransport, 2013
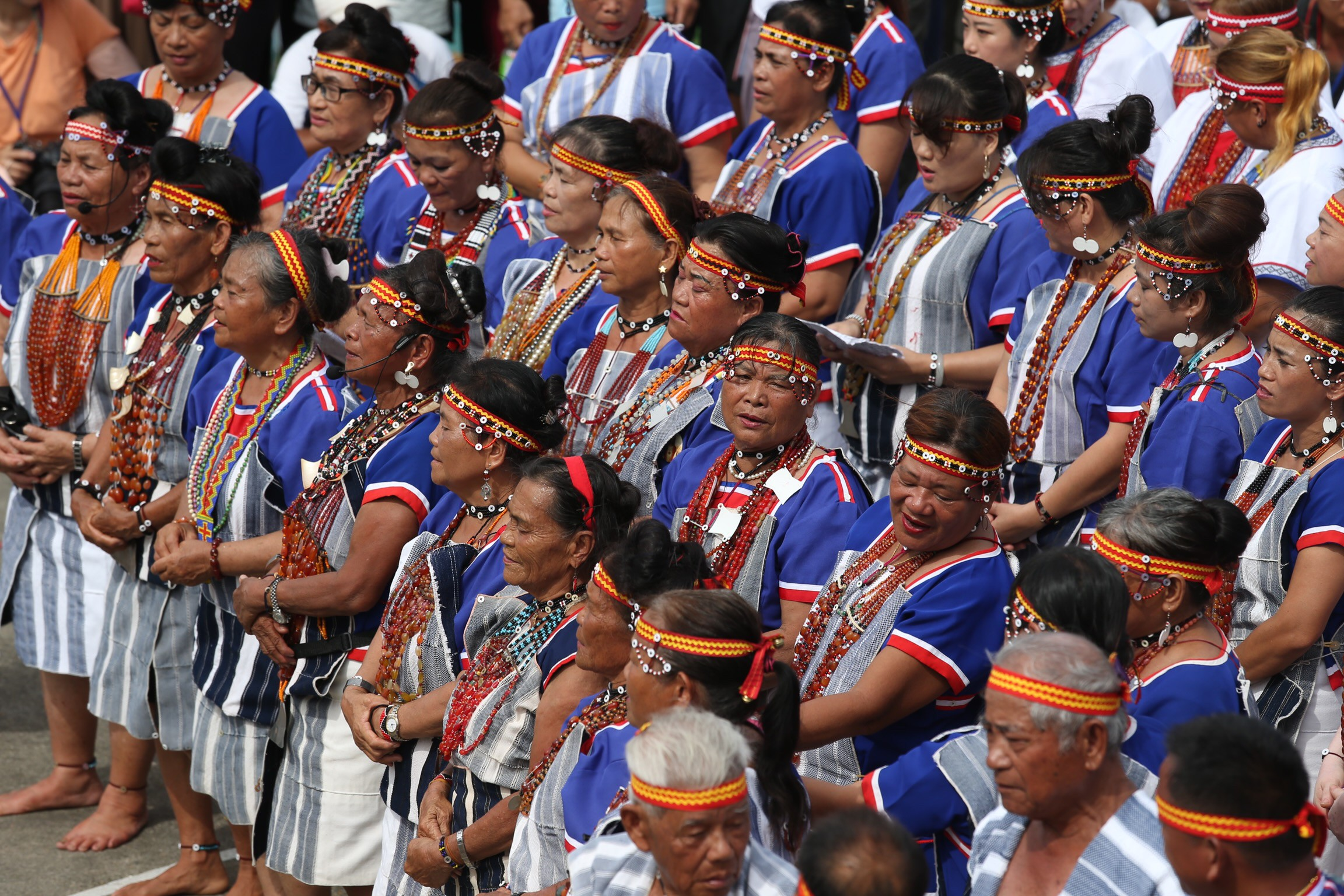
Tau beim Erntedankfest, 2020
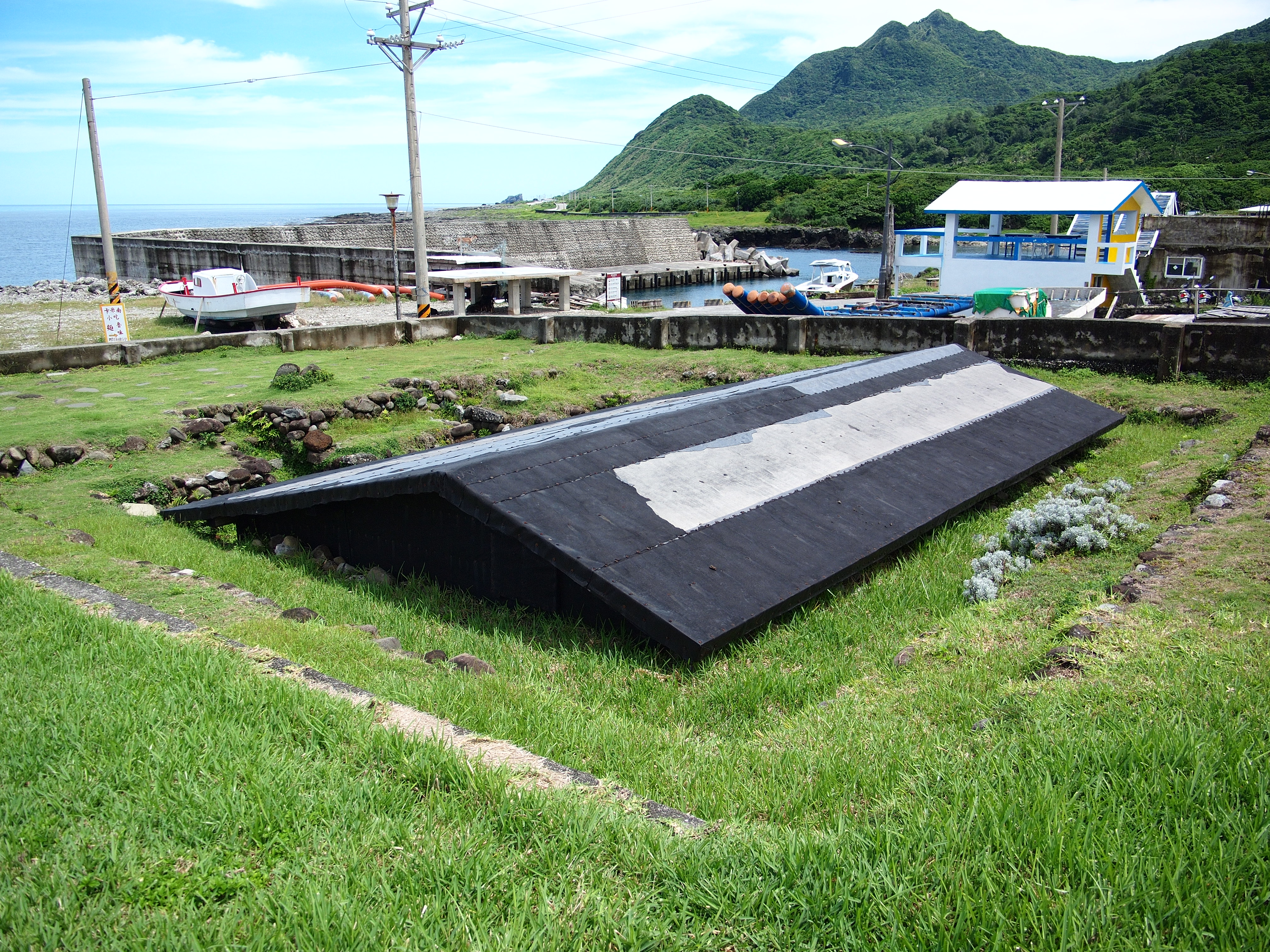
Traditionelle Behausung der Tau, 2010
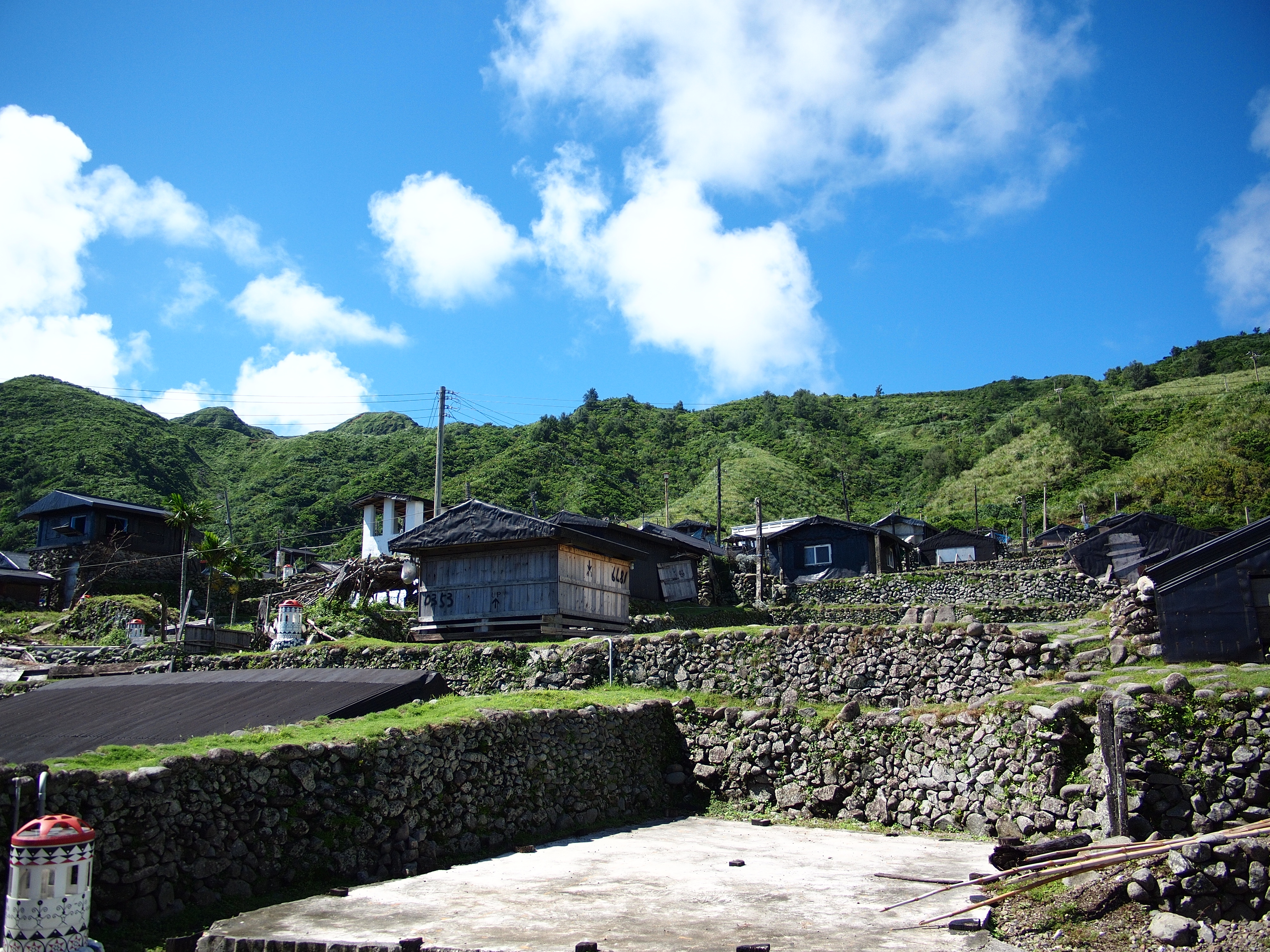
Traditionelles Dorf der Tau, 2010
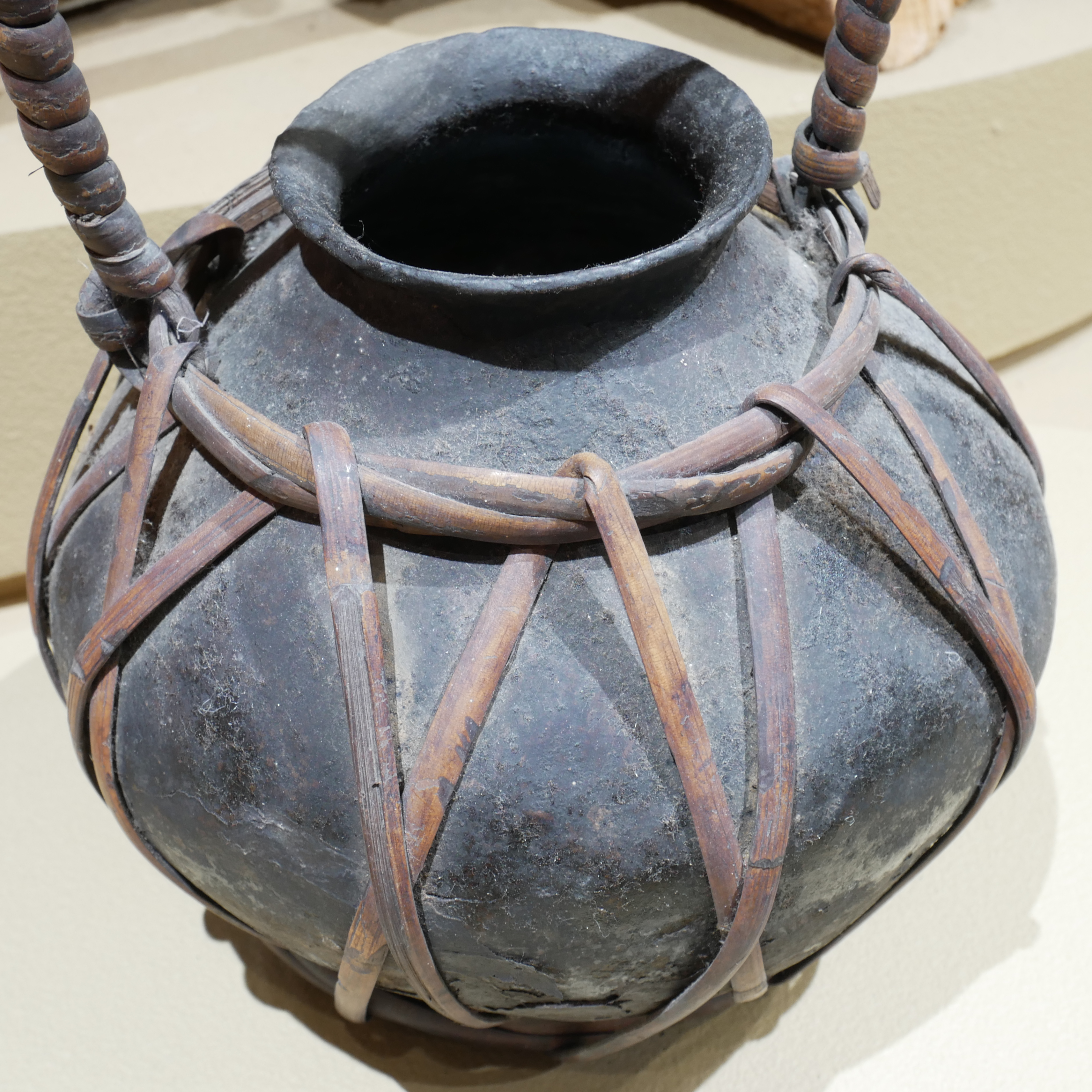
Tongefäß mit Rattan, 2020
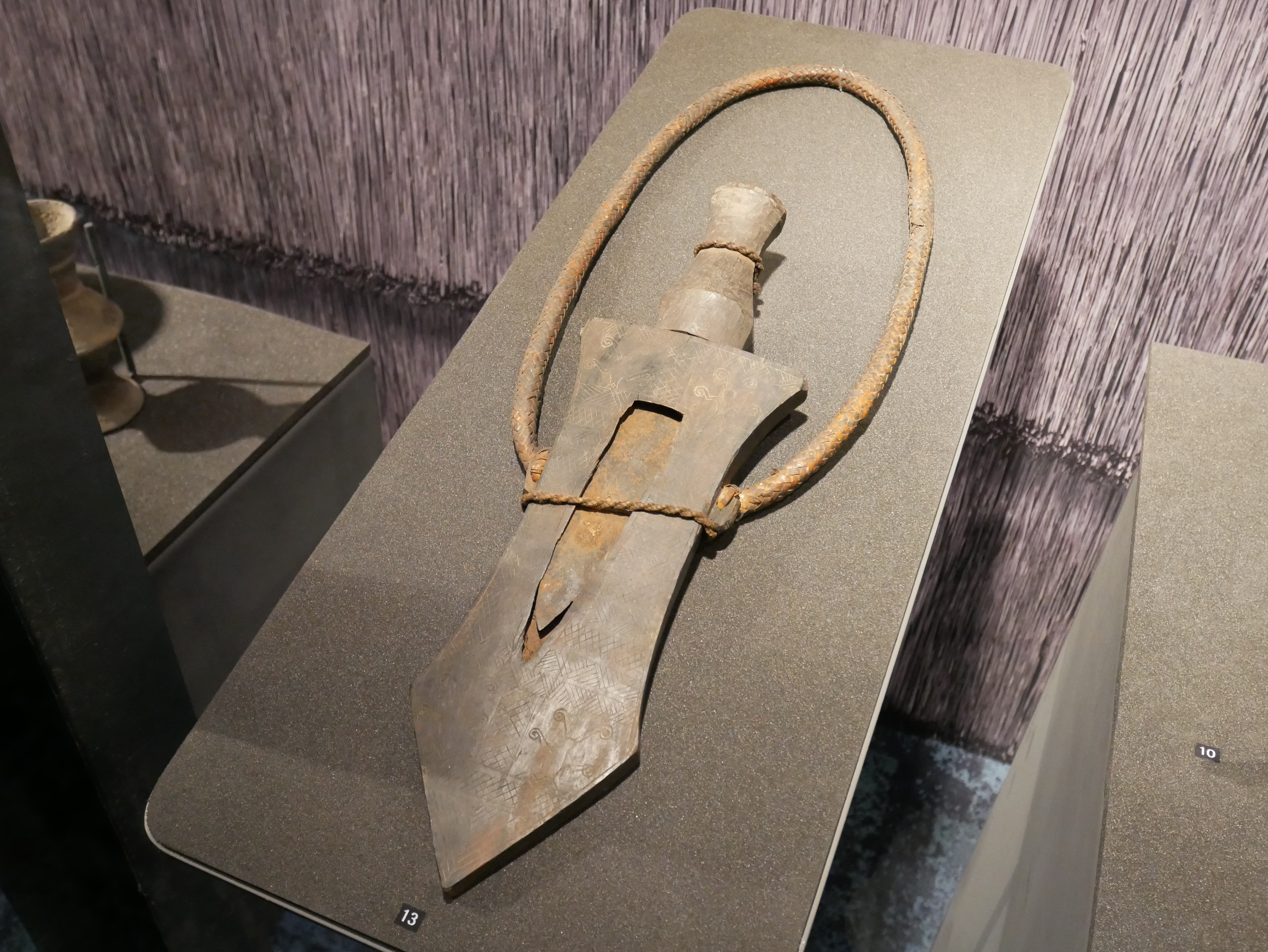
Ritualdolch der Iratai, 2019